# El pare, un heroi
El pare, un heroi (títol original: My Father the Hero) és una pel·lícula franco- estatunidenca de Steve Miner estrenada l'any 1994, amb Gérard Depardieu i Katherine Heigl. Es tracta d'una recuperació d'El meu pare, el meu heroi de Gérard Lauzier estrenada l'any 1991 amb Gérard Depardieu i Marie Gillain. Ha estat doblada al català.

## Argument
Nicole, 14 anys, marxa de vacances amb el seu pare. Cau sota l'encant d'un jove de 17 anys, Ben, que el seu pare troba massa vell per ella. Cansada de ser tractada com un nen quan és al costat del seu pare, Nicole inventa tota una història amb la finalitat de salpebrar el seu viatge: el seu pare seria en realitat el seu amant, que l'hauria salvada d'una vida de llibertinatge alguns anys abans - cosa que donarà lloc a situacions gracioses, el pare de Nicole no està al corrent de la reputació que la seva filla li està donant.

## Repartiment
- Gérard Depardieu: Andre
- Katherine Heigl: Nicole
- Dalton James: Ben
- Faith Príncep: Diana
- Lauren Hutton: Megan
- Stephen Tobolowsky: Mike
- Ann Hearn: Stella
- Robyn Peterson: Doris
- Frank Renzulli: Fred
- Manny Jacobs: Raymond
- Jeffrey Chea: Pablo
- Stephen Burrows: Hakim
- Michael Robinson: Tom
- Robert Miner: M. Porter
- Betty Miner: Mme Porter
- Emma Thompson: Isabel (no surt als crèdits)

## Crítica
- "En ser protagonitzada per Gérard Depardieu, el principal actor de França, El pare, un heroi  té més interès del que hagués tingut sense ell. (...) Puntuació: ★★ (sobre 4)."[3]